# Grayson Murray
Grayson Murray (Raleigh, North Carolina; 1 de octubre de 1993 – Fort Worth, Texas; 25 de mayo de 2024) fue un golfista profesional de Estados Unidos desde 2015 y ganador de dos torneos del PGA Tour.

## Biografía
Murray ganó tres Campeonatos Mundiales de Golf Junior de manera consecutiva entre 2006 y 2008 siendo el golfista mejor ranqueado en su grupo etario a nivel nacional. Murray asistió a la secundaria Leesville Road High School en Raleigh, donde compitió en golf y ganó un título estatal individual y por equipos.
Posteriormente, se matriculó en la Universidad de Wake Forest, donde cursó un semestre antes de transferirse a la Universidad del Este de Carolina, pero dejó el equipo de golf universitario tras ocho semanas por desacuerdos con el entrenador. Se comprometió a trasladarse a la Universidad de Carolina del Norte en Greensboro, pero optó por saltarse un semestre. Murray se matriculó en la Universidad Estatal de Arizona en 2014. Jugó en el Abierto de Estados Unidos de 2013 como aficionado.

## Carrera profesional
Murray obtuvo el estatus condicional en el Web.com Tour de 2016 al empatar en el puesto 74 en Q School. Un empate en el décimo lugar en el Abierto de Rex Hospital en su natal Carolina del Norte, en el que compitió con una exención de patrocinador, le dio la entrada al siguiente torneo, donde empató en el octavo lugar y se garantizó tiempo de juego completo para el resto de la temporada. Obtuvo otros cuatro top 10, incluyendo una derrota en los playoffs en el Digital Ally Open, y terminó en el puesto 18 en la lista de ganancias de la temporada regular, ganando una tarjeta del PGA Tour 2017. El 23 de julio de 2017 obtuvo su primera victoria en el PGA Tour al ganar el Campeonato Barbasol.
Murray ganó dos veces en el Korn Ferry Tour durante la temporada 2023, ganando el AdventHealth Championship y el Simmons Bank Open, siendo este último un evento de las Finales de Korn Ferry. Estos resultados le valieron a Murray una tarjeta del tour para la temporada 2024 del PGA Tour.
El 14 de enero de 2024 consiguió su segunda victoria en el PGA Tour al ganar el Sony Open de Hawái en un playoff.

## Vida personal y fallecimiento
Murray había luchado contra el alcoholismo y la depresión. Después del Southern Amateur de 2014, el cual abandonó mientras lideraba la competencia, a Murray le diagnosticaron ansiedad social.
En octubre de 2022, Murray resultó gravemente herido en un accidente de motocicleta en Bermudas antes del Campeonato Butterfield de Bermudas, lo que lo llevó a retirarse del evento.
En diciembre de 2023, se comprometió con su novia, la también golfista Christiana Ritchie, a quien había conocido en el torneo American Express 2021 en Palm Springs.
Murray falleció el 25 de mayo de 2024 a la edad de 30 años. Se retiró del Colonial Invitational un día antes, aduciendo una enfermedad. Al día siguiente, sus padres confirmaron que Murray se había suicidado. Los jugadores del PGA Tour honraron a Murray usando cintas rojas y negras durante la ronda final; Murray usaba esos colores cuando compitió, en honor a los Carolina Hurricanes.

## Resultados

### Amateur
- Callaway Junior World Golf Championship (Boys 11–12) 2006.[16]
- Callaway Junior World Golf Championship (Boys 13–14) 2007.[17]
- Callaway Junior World Golf Championship (Boys 13–14) 2008.[18]

### Profesional

#### PGA Tour wins (2)
| N.º | Fecha               | Torneo                | Puntuación | Margen de victoria | Finalista                     |
| --- | ------------------- | --------------------- | ---------- | ------------------ | ----------------------------- |
| 1   | 23 de julio de 2017 | Barbasol Championship | −21        | 1 golpe            | Chad Collins                  |
| 2   | 14 de enero de 2024 | Sony Open in Hawaii   | −17        | Playoff            | An Byeong-hun, Keegan Bradley |

PGA Tour playoff (1–0)
| No. | Año  | Torneo              | Oponentes                     | Resultado                         |
| --- | ---- | ------------------- | ----------------------------- | --------------------------------- |
| 1   | 2024 | Sony Open in Hawaii | An Byeong-hun, Keegan Bradley | Ganó con birdie en el primer hoyo |

#### Korn Ferry Tour (3)
| N.º | Fecha                    | Torneo                                      | Puntuación | Margen de victoria | Finalista                                      |
| --- | ------------------------ | ------------------------------------------- | ---------- | ------------------ | ---------------------------------------------- |
| 1   | 25 de septiembre de 2016 | Nationwide Children's Hospital Championship | −12        | 1 golpe            | Cameron Smith                                  |
| 2   | 21 de mayo de 2023       | AdventHealth Championship                   | −19        | 1 golpe            | Wilson Furr, Rico Hoey                         |
| 3   | 17 de septiembre de 2023 | Simmons Bank Open                           | −17        | 3 golpes           | Mason Andersen, Carter Jenkins, Jamie Lovemark |

Korn Ferry Tour playoff (0–1)
| No. | Año  | Torneo            | Oponentes                  | Resultado                                |
| --- | ---- | ----------------- | -------------------------- | ---------------------------------------- |
| 1   | 2016 | Digital Ally Open | Wesley Bryan, J. T. Poston | Bryan ganó con birdie en el segundo hoyo |

#### eGolf Professional Tour (1)
| N.º | Fecha               | Torneo                          | Puntuación | Margen de victoria | Finalista       |
| --- | ------------------- | ------------------------------- | ---------- | ------------------ | --------------- |
| 1   | 11 de julio de 2015 | Imperial Headwear Southern Open | −26        | 7 golpes           | Christian Brand |

#### Otras victorias (1)
- New Hampshire Open 2015

## Apariciones

### Torneos Mayor
| Torneo                | 2013 | 2014 | 2015 | 2016 | 2017 | 2018 |
| --------------------- | ---- | ---- | ---- | ---- | ---- | ---- |
| Masters Tournament    |      |      |      |      |      |      |
| U.S. Open             | CUT  |      |      |      |      |      |
| The Open Championship |      |      |      |      |      |      |
| PGA Championship      |      |      |      |      | T22  |      |

| Torneo                | 2019 | 2020 | 2021 | 2022 | 2023 | 2024 |
| --------------------- | ---- | ---- | ---- | ---- | ---- | ---- |
| Masters Tournament    |      |      |      |      |      | 51   |
| PGA Championship      |      |      |      |      |      | T43  |
| U.S. Open             |      |      |      | 63   |      |      |
| The Open Championship |      | NT   |      |      |      |      |

 No jugó 
- CUT = No superó el corte
- "T" = Empate
- NT = No se jugó por la pandemia de COVID-19

### The Players Championship
| Torneo                   | 2017 | 2018 | 2019 | 2020 | 2021 | 2022 | 2023 | 2024 |
| ------------------------ | ---- | ---- | ---- | ---- | ---- | ---- | ---- | ---- |
| The Players Championship | T79  | T30  | CUT  | C    |      |      |      | T42  |

## Sumario en el PGA Tour
| Temporada | Eventos | Cortes logrados | Victorias | 2° | 3° | Top-10 | Top-25 | Mejor posición | Premio ($) | Posición por premios |
| --------- | ------- | --------------- | --------- | -- | -- | ------ | ------ | -------------- | ---------- | -------------------- |
| 2012      | 1       | 0               | 0         | 0  | 0  | 0      | 0      | 0              | 0          | –                    |
| 2017      | 30      | 18              | 1         | 0  | 0  | 2      | 7      | 1              | 1,468,728  | 75                   |
| 2018      | 22      | 15              | 0         | 0  | 0  | 2      | 7      | 8              | 1,056,628  | 112                  |
| 2019      | 14      | 5               | 0         | 0  | 0  | 0      | 1      | T12            | 125,511    | 217                  |
| 2020      | 14      | 7               | 0         | 0  | 0  | 1      | 1      | T10            | 244,150    | 179                  |
| 2021      | 22      | 6               | 0         | 0  | 1  | 1      | 2      | T3             | 255,130    | 190                  |
| 2022      | 12      | 4               | 0         | 0  | 0  | 0      | 1      | T13            | 218,304    | 198                  |
| 2023      | 13      | 5               | 0         | 0  | 0  | 2      | 3      | T6             | 437,066    | 182                  |
| 2024      | 12      | 8               | 1         | 0  | 0  | 2      | 3      | 1              | 2,471,532  | 37                   |
| Carrera   | 140     | 66              | 2         | 0  | 1  | 10     | 25     | 1              | 6,277,049  | 306                  |